# Мейер, Кирстин
Кирстин Мейер (Kirstine Bjerrum Meyer, 12 октября 1861 — 28 сентября 1941) — датский физик. Много лет проработала университетским преподавателем, параллельно работая над своими исследованиями. В 1899 году получила золотую медаль Датской королевской академии наук за публикацию исследования того, существует ли общее уравнение состояния для всех жидких тел, Om overensstemmende Tilstande hos Stofferne.

## Биография
Кирстин Мейер родилась в 1861 году. В 18 лет переехала в Копенгаген, где жила у своего старшего брата офтальмолога. В 1885 году вышла замуж за математика Адольфа Мейера (1854-1896). В браке родился сын.
Она получила докторскую степень в области физики в Копенгагенском университете в 1909 году, став первой датчанкой с докторской степенью в области естественных наук. Её диссертация Temperaturbegrebets Udvikling gennem Tiderne («Развитие концепции температуры во времени») была посвящена истории понятия температуры.
В 1902 году Мейер основала датский журнал по физике, Fysisk Tidsskrift. Она была его редактором до 1913 года.
В 1925 году она была награждена премией Tagea Brandt Rejselegat.